# Litouwen op de Paralympische Zomerspelen 2020
Litouwen was een van de landen die deelnam aan de Paralympische Zomerspelen 2020 in Tokio, Japan.

## Medailleoverzicht
| Sport    | Paralympiër       | Onderdeel                | Medaille |
| -------- | ----------------- | ------------------------ | -------- |
| Goalball | Team              | Mannen                   | Brons    |
| Judo     | Osvaldas Bareikis | -73 kg (m)               | Brons    |
| Zwemmen  | Edgaras Matakas   | 50 m vrije slag, S11 (m) | Brons    |

## Deelnemers en resultaten
(m) = mannen, (v) = vrouwen, (g) = gemengd 

### Atletiek

#### Veldonderdelen
| Paralympiër          | Onderdeel             | Resultaat | Prestatie |
| -------------------- | --------------------- | --------- | --------- |
| Donatas Dundzys      | Kogelstoten, F37 (m)  | 6e        | 13.86     |
| Donatas Dundzys      | Discuswerpen, F37 (m) | 7e        | 44.98     |
| Andrius Skuja        | Kogelstoten, F46 (m)  | 7e        | 14.76     |
| Andrius Skuja        | Speerwerpen, F46 (m)  | 9e        | 45.09     |
|                      |                       |           |           |
| Oksana Dobrovolskaja | Discuswerpen, F11 (v) | 8e        | 29.50     |

### Goalball
| Paralympiër                                                                                                  | Onderdeel | Resultaat | Prestatie |
| --- | --------- | --------- | --- |
| Mantas Brazauskis Arturas Jonikaitis Nerijus Montvydas Genrik Pavliukianec Justas Pazarauskas Marius Zibolis | Team (m)  | Brons     | Groep A V van Brazilië met 2-11 G tegen Algerije met 7-7 V van Japan met 2-10 W van Verenigde Staten met 13-3 Kwartfinale: W van België met 7-4 Halve finale: V van Brazilië met 5-9 Bronzen finale: W van Verenigde Staten met 10-7 |

### Judo
| Paralympiër       | Onderdeel  | Resultaat | Prestatie |
| ----------------- | ---------- | --------- | --- |
| Osvaldas Bareikis | -73 kg (m) | Brons     | 1/8e finale: W van ESP Alvaro Gavilan Lorenzo Kwartfinale: V van UZB Feruz Sayidov Herkansing, finale: W van JPN Takamasa Nagai Bronzen finale: W van GEO Giorgi Kaldani |

### Zwemmen
| Atleet          | Onderdeel                  | Series    | Series | Finale    | Finale |
| Atleet          | Onderdeel                  | Resultaat | Rang   | Resultaat | Rang   |
| --------------- | -------------------------- | --------- | ------ | --------- | ------ |
| Edgaras Matakas | 50 m vrije slag, S11 (m)   | 0:26.16   | 1e     | 0:26.38   | Brons  |
| Edgaras Matakas | 100 m schoolslag, SB11 (m) | 1:17.41   | 4e     | 1:16.27   | 5e     |

Afghanistan · 
Algerije · 
Amerikaanse Maagdeneilanden · 
Angola · 
Argentinië · 
Armenië · 
Aruba · 
Australië · 
Azerbeidzjan · 
Bahrein · 
Barbados · 
Belarus · 
België · 
Benin · 
Bermuda · 
Bosnië en Herzegovina · 
Botswana · 
Brazilië · 
Bulgarije · 
Burkina Faso · 
Burundi · 
Cambodja · 
Canada · 
Centraal-Afrikaanse Republiek · 
Chili · 
China · 
Chinees Taipei · 
Colombia · 
Congo-Brazzaville · 
Congo-Kinshasa · 
Costa Rica · 
Cuba · 
Cyprus · 
Denemarken · 
Dominicaanse Republiek · 
Duitsland · 
Ecuador · 
Egypte · 
El Salvador · 
Estland · 
Ethiopië · 
Faeröer · 
Fiji · 
Filipijnen · 
Finland · 
Frankrijk · 
Gabon · 
Gambia · 
Georgië · 
Ghana · 
Griekenland · 
Groot-Brittannië · 
Guatemala · 
Guinee · 
Guinee‑Bissau · 
Haïti · 
Honduras · 
Hongarije · 
Hongkong · 
Ierland · 
IJsland · 
India · 
Indonesië · 
Irak · 
Iran · 
Israël · 
Italië · 
Ivoorkust · 
Jamaica · 
Japan · 
Jordanië · 
Kaapverdië · 
Kameroen · 
Kazachstan · 
Kenia · 
Kirgizië · 
Koeweit · 
Kroatië · 
Laos · 
Lesotho · 
Letland · 
Libanon · 
Liberia · 
Libië · 
Litouwen · 
Luxemburg · 
Madagaskar · 
Maleisië · 
Mali · 
Malta · 
Marokko · 
Mauritius · 
Mexico · 
Moldavië · 
Mongolië · 
Montenegro · 
Mozambique · 
Namibië · 
Nederland · 
Nepal · 
Nicaragua · 
Nieuw-Zeeland · 
Niger · 
Nigeria · 
Noord-Macedonië · 
Noorwegen · 
Oeganda · 
Oekraïne · 
Oezbekistan · 
Oman · 
Oostenrijk · 
Pakistan · 
Palestina · 
Panama · 
Papoea-Nieuw-Guinea · 
Peru · 
Polen · 
Portugal · 
Puerto Rico · 
Qatar · 
Roemenië · 
Russisch Paralympisch Comité ·
Rwanda · 
Saint Vincent en Grenadines · 
Samoa · 
Saoedi-Arabië · 
Sao Tomé en Principe · 
Senegal · 
Servië · 
Seychellen · 
Sierra Leone · 
Singapore · 
Slovenië · 
Slowakije · 
Somalië · 
Spanje · 
Sri Lanka · 
Syrië · 
Tadzjikistan · 
Tanzania · 
Thailand · 
Togo · 
Tonga · 
Trinidad en Tobago · 
Tsjechië · 
Tunesië · 
Turkije · 
Turkmenistan · 
Uruguay · 
Venezuela · 
Verenigde Arabische Emiraten · 
Verenigde Staten · 
Vietnam · 
Zimbabwe · 
Zuid-Afrika · 
Zuid-Korea · 
Zweden · 
Zwitserland
Paralympisch Vluchtelingen Team